# 사동 (안산시)
사동(四洞)은 대한민국 경기도 안산시 상록구의 행정동이자 법정동이다.

## 역사
조선 시대에는 광주군 성곶면 삼리와 사리였다가 1906년 9월 24일 안산군 성곶면 삼리와 사리로 되었으며, 1912년 2월 5일 삼리와 사리가 통합되어 사리가 되었다. 1914년 4월 1일 수원군 반월면 사리로 개칭되었고, 그 후 1949년 8월 15일 화성군 반월면 사리가 되었다. 1986년 1월 1일 안산시의 승격에 따라 안산시 사동이 되었다.
그 후 1996년 1월 22일 사1동과 사2동으로 분리되었고, 2007년 2월 22일에는 사1동이 사1동과 사3동으로 다시 분리되었다. 2017년 7월 1일에는 사1동이 사동으로, 사2동이 사이동으로, 사3동이 해양동으로 변경되었다.

### 지명 유래
광주군의 견아상입지였기 때문에 편의상 일리~오리라고 불렀는데, 이것이 공식 지명으로 굳어졌다고 추측된다. 한글로 된 마을 이름은 삼리가 ‘ᄉᆡ암골’(새암골), 사리는 ‘쥬더리’(주더리)였다. 새암골(샘골)은 샘이 많고 물 맛도 좋은 곳이라는 뜻에서 붙은 이름이다. 주더리는 주교(珠橋)가 있는 곳이라는 데에서 붙었다는 설과, 닻줄을 놓던 곳이라는 데에서 붙었다는 설이 있다.

## 교육
- 성안초등학교
- 성안중학교
- 석호초등학교
- 석호중학교

## 아파트
| 단지명         | 건설사     | 시행사       | 주소                 | 입주       | 비고                                   |
| -------------- | ---------- | ------------ | -------------------- | ---------- | -------------------------------------- |
| 고향마을 1단지 | ㈜삼호     | 대한주택공사 | 상록구 용하공원로 39 | 2000년 2월 | 사할린 한인전용 아파트 (50년 공공임대) |
| 푸른마을 2단지 | 고려개발   | 대한주택공사 | 상록구 중보로 16     | 2000년 5월 |                                        |
| 푸른마을 3단지 | 고려개발   | 대한주택공사 | 상록구 삼리로 86     | 2000년 5월 |                                        |
| 푸른마을 4단지 | 고려개발   | 대한주택공사 | 상록구 용하공원로 7  | 2000년 5월 |                                        |
| 푸른마을 5단지 | 대아건설㈜ | 대한주택공사 | 상록구 광덕4로 460   | 2000년 5월 |                                        |

## 관련 드라마
- 볼수록 애교만점 (2010년)